# Parc national de Makgadikgadi
Le parc national de Makgadikgadi est une aire protégée du Botswana, créée en 1992 (initialement réserve de chasse en 1970), couvrant environ 4902 km² autour des vastes pans salés de Makgadikgadi. Il est géré par le Botswana Department of Wildlife and National Parks,,.

## Géographie
Ancien vaste lac intérieur, il subsiste aujourd’hui sous la forme d’un désert salé parsemé d’îles granitiques comme Kubu,. Le parc suit le cours de la rivière Boteti, qui relie le delta de l'Okavango aux pans de Ntwetwe et Sua et s'étend sur 3 900 km2.

## Milieux naturels
Le terrain alterne entre pans salés, savanes herbeuses, bosquets d’acacia, baobabs et prairies saisonnières. Lors de la saison des pluies, les zones périphériques se couvrent de fleurs et de melons sauvages ou « tsamma ».

## Faune
Pendant la saison humide, d’importantes migrations de zèbres (25 000‑30 000 individus) et de gnous traversent la région entre l’Okavango et la rivière Boteti. On y trouve aussi éléphants, antilopes (kudu, springbok, eland), lions, léopards, guépards, hyènes brunes et tachetées, ainsi que suricates très populaires auprès des visiteurs. Les oiseaux migrateurs comme flamants, pélicans et rapaces abondent durant l’été austral.

## Tourisme et activités
Le parc propose des safaris, randonnées, balades avec les Bushmen San, nocturnes sur les pans, quad-bikes et nuits à la belle étoile. Les îles Kubu et Baines’ Baobabs sont des sites emblématiques à explorer.

## Climat
Le climat alterne entre une saison humide (novembre–mars), propice aux migrations, et une longue saison sèche (Avril–Octobre) marquée par des vents forts, avec des températures diurnes dépassant 40 °C.

## Patrimoine culturel et géologique
Des vestiges de l’Âge de pierre sont visibles sur les pans ; l’île de Kubu est un site sacré classé monument nationalLes pans figurent sur la liste indicative de l’UNESCO pour leur valeur géologique et écologique.

## Menaces et gestion
La salinisation, la pollution liée au tourisme motorisé et l’extraction de sel/soda sur Sua Pan constituent des menaces potentielles à surveiller; la gestion vise à concilier conservation et interactions durables avec les communautés locales.